# Lago Gothen
El lago Gothen (en alemán: Gothensee) es un lago situado en el distrito de Pomerania Occidental-Greifswald —en el Usedom, una isla costera en el mar Báltico—, en el estado de Mecklemburgo-Pomerania Occidental (Alemania), a una altitud de 0 metros; tiene un área de 556 hectáreas.

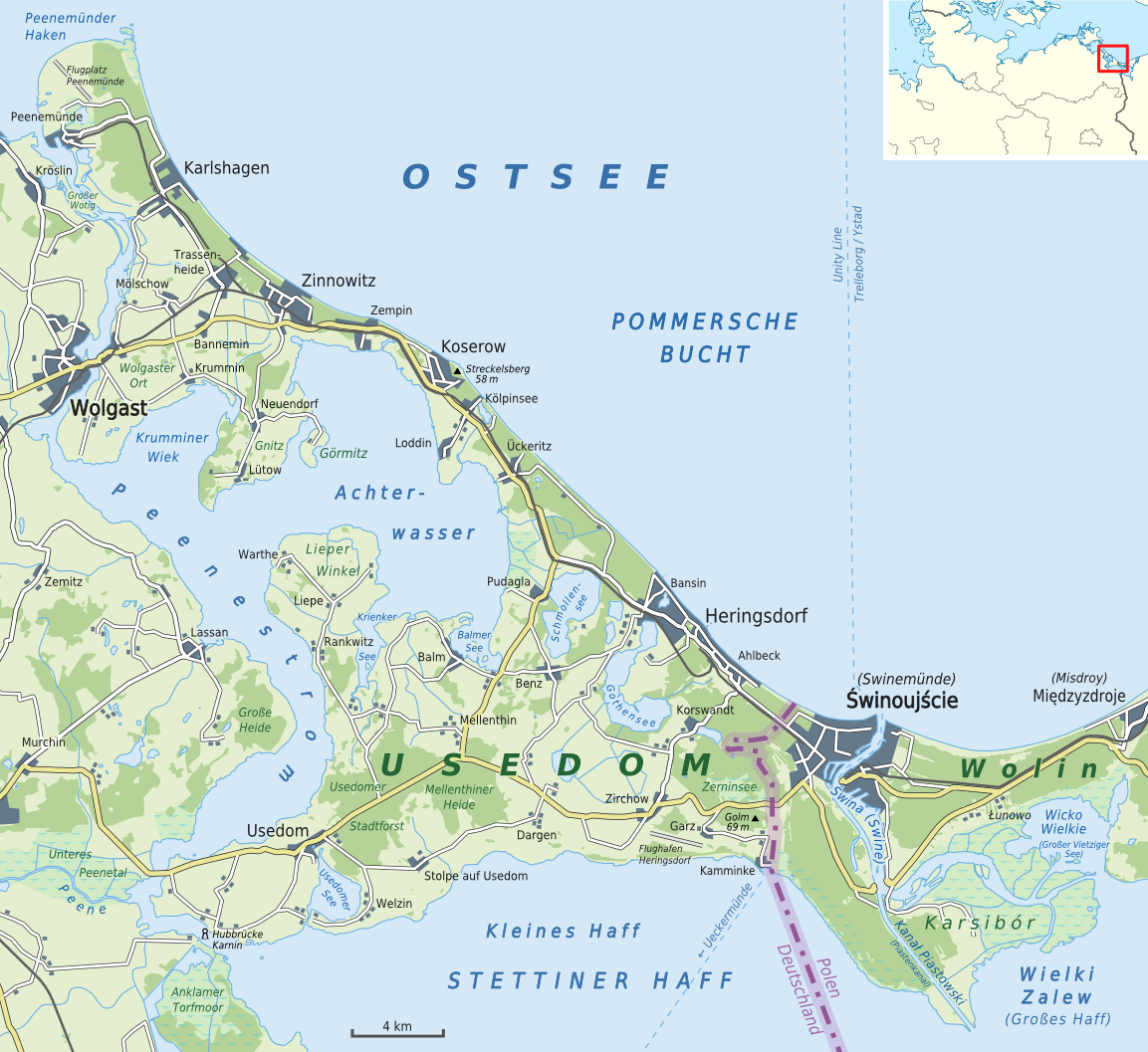
Lago Gothen en un mapa del Usedom